# Диптерокарпус калимантанский
Калимантанский диптерокарпус (лат. Dipterocarpus borneensis) — вид тропических деревьев из рода Диптерокарпус семейства Диптерокарповые. 
Распространён исключительно в тропических лесах Калимантана. Высота дерева до 30 метров. Диаметр ствола до 64 см. Длина листьев 7—12 см, ширина 3—7 см.